# SVC '08
SVC'08 is een Nederlandse amateurvoetbalvereniging uit Den Haag, op 1 juli 2008 ontstaan uit een fusie van S.V. '35 (Sportvereniging 1935) en J.A.C. (J.A.C. - Archipel-Ornas Combinatie). Het eerste elftal van de club speelt in de Tweede klasse zaterdag (2020/21).
SVC'08 is met ongeveer 1000 leden een van de grotere voetbalverenigingen in de regio Haaglanden. Alle wedstrijden van SVC'08 worden op zaterdag gespeeld. De thuishaven van de club is het Oostersportpark in Wassenaar.

## Ontstaan
SVC'08 is ontstaan naar aanleiding van de aangekondigde komst van de Amerikaanse ambassade aan de Benoordenhoutseweg te Den Haag. Het Oostersportpark, gelegen in de gemeente Wassenaar maar eigendom van de gemeente Den Haag, is de locatie waar de gemeente Den Haag het oog op heeft laten vallen voor de ambassade, nadat besloten is deze uit het centrum van Den Haag te verhuizen. Hierdoor wordt het stuk van het Oostersportpark waar J.A.C. speelde bebouwd en zijn er nog maar 4 velden beschikbaar. De gemeente Den Haag beloofde bij fusie een kwaliteitsimpuls voor de accommodatie van de nieuwe fusievereniging met onder meer de aanleg van twee kunstgrasvelden en een nieuwe accommodatie. De leden van S.V.'35 en J.A.C. hebben op wederzijdse en soms emotionele ledenvergaderingen besloten op het aanbod in te gaan en te gaan fuseren met elkaar.
Het eerste bestuur van SVC'08 wordt gevormd door Piet Overduin (voorzitter, oud-voorzitter van S.V.'35), Jaap Lolkema (bestuurslid algemeen/vicevoorzitter, oud-voorzitter van J.A.C.), Piet Visser (secretaris), Martin den Dulk (penningmeester) en Cor Mooijman (bestuurslid jeugd/jeugdvoorzitter).

## Oostersportpark
Het Oostersportpark ligt tussen de Benoordenhoutseweg (gemeente Den Haag), de Waalsdorperlaan, de Van Brienenlaan en Landgoed Clingendael (gemeente Wassenaar). Het sportpark, maar ook Landgoed Clingendael, is eigendom van de gemeente Den Haag, maar ligt op grondgebied van de gemeente Wassenaar.
Het gedeelte van het Oostersportpark direct aan de Benoordenhoutseweg is door de gemeente Den Haag in 2009 verkocht aan de Amerikaanse overheid met de bestemming er de Amerikaanse ambassade te vestigen. In de hoek van de Van Brienenlaan-Waalsdorperweg liggen enkele tuinderijen. Het overblijvende deel van het Oostersportpark wordt bezet door tennisclub Park Marlot, twee kunstgrasvelden en twee natuurgrasvelden. De accommodatie van SVC '08 ligt aan de Van Brienenlaan, ter hoogte van de vroegere kantine van S.V.'35. Het parkeerterrein rondom de accommodatie van SVC '08 is ook bestemd als parkeerruimte voor recreatiebezoek aan het naastgelegen Landgoed Clingendael.

## Eerste elftal
Het eerste elftal van SVC '08 komt sinds de oprichting uit in de Tweede klasse West II van de KNVB. Van seizoen 2008/09 tot 2010/11 was de hoofdtrainer Piet van Duijn. De club plaatste zich in de eerste drie seizoenen elke keer voor de nacompetitie, ondanks een klassering in de middenmoot.
Aan het begin van het seizoen 2014/15 werd Ron de Jager aangesteld als hoofdcoach. Voor die tijd was De Jager assistent-trainer bij de club. Echter wegens gezondheidsreden moest De Jager stoppen na korte tijd stoppen. Bert de Best, die tot dan technisch coördinator was bij HVC '10, werd de nieuwe trainer van SVC '08.
Voor het seizoen 2015/16 is John de Letter aangesteld als hoofdcoach.

## Competitieresultaten 2009–heden
| 7 2C |

| 6 2C |

| 7 2C |

| 9 2C |

| 10 2C |

| 4 2C |

| 5 2C |

| 1 2C |

| 12 1B |

| 7 2C |

| 11 2C |

| 3* 2C |

| 2* 2C |

| 8 2C |

| 4 2E |

| 9 2C |

| — 2 |

- = Dit seizoen werd stopgezet vanwege de uitbraak van het coronavirus. Er werd voor dit seizoen geen officiële eindstand vastgesteld.

| Tweede divisie | Derde divisie | Vierde divisie | Eerste klasse |
| Tweede klasse  | Derde klasse  | Vierde klasse  | Vijfde klasse |

### Resultaten JAC 1944–2008 (zaterdag)
| 6 4B |

|  |

| 2 4C |

| 8 3A |

| 3 4A |

| 7 4B |

| 1 4A |

| 10 3A |

| 6 4B |

| 11 4A |

|  |

|  |

|  |

|  |

| 4 4B |

| 4 4A |

| 3 4B |

| 2 4B |

|  |

| 3 4A |

| 4 4A |

| 2 4A |

| 1 4A |

| 5 3A |

| 4 3A |

| 2 3B |

| 4 3B |

| 9 3A |

| 3 3B |

| 7 3A |

| 7 3A |

| 7 3A |

| 12 3A |

| 6 4A |

| 3 4B |

| 1 4B |

| 6 3B |

| 9 3A |

| 3 3A |

| 8 3A |

| 10 3A |

| 5 3A |

| 6 3A |

| 9 3A |

| 10 3A |

| 11 3A |

| 9 4A |

| 9 4A |

| 11 4A |

|  |

| 6 4A |

| 4 4A |

| 4 4A |

| 5 3B |

| 1 3B |

| 2 2C |

| 5 2C |

| 3 2C |

| 1 2C |

| 5 1B |

| 2 1B |

| 6 1B |

| 5 1B |

| 12 1B |

| 9 2C |

| Eerste klasse | Tweede klasse | Derde klasse | Vierde klasse |

#### Resultaten JAC 2002–2004 (zondag)
| 7 5A |

| 6 5B |

| 10 5A |

| Vijfde klasse |

### Resultaten SV'35 1953–2008
| 3 4A |

| 10 4B |

| 6 4B |

| 10 4B |

| 6 4B |

| 5 4B |

| 4 4B |

| 5 4A |

| 5 4B |

| 5 4B |

| 7 4A |

| 10 4A |

|  |

|  |

|  |

|  |

|  |

|  |

|  |

| 6 4B |

| 1 4B |

| 4 3A |

| 4 3A |

| 2 3A |

| 1 3A |

| 13 2B |

| 12 2B |

| 11 3B |

| 9 4A |

| 7 4A |

| 3 4A |

| 3 4A |

| 2 4A |

| 3 4A |

| 1 4A |

| 9 4A |

| 7 4A |

| 1 4A |

| 1 3A |

| 5 2B |

| 12 2B |

| 9 3A |

| 9 3A |

| 12 3A |

| 11 3B |

|  |

|  |

| 12 3B |

| 2 4A |

| 1 3A |

| 12 2C |

| 4 3A |

| 7 3A |

| 4 3A |

| 10 3B |

| 12 3A |

| Tweede klasse | Derde klasse | Vierde klasse |

In elke staaf van de grafiek staat van boven naar beneden vermeld: 
- Eindnotering

Dit is de positie die de club heeft bereikt in de competitie, zonder eventuele beslissings-, play-off- of nacompetitiewedstrijden die nodig zijn geweest om bijvoorbeeld de kampioen van de competitie te bepalen.
Indien een * achter het getal staat is de notering een tussenstand en kan het zijn dat de notering niet overeenkomt met de uiteindelijke eindstand van de competitie.
Staat er een - dan is het seizoen nog bezig en is er geen definitieve uitslag bekend.
Staat er xx op de positie van de notering, dan heeft de club vroegtijdig de competitie verlaten. Dit kan onder andere komen door terugtrekking van het team, faillissement van de club of door een uitgedeelde straf van de KNVB. In veel gevallen staat elders in het artikel de reden vermeld.
Staat er een ? dan is het resultaat uit het verleden onbekend, en is alleen de competitie of het niveau bekend van dat seizoen.
In de seizoenen 2019/20 en 2020/21 werd wegens de coronacrisis het amateurvoetbal afgebroken. Daardoor kennen deze staven geen eindklassering (middels -- weergegeven).
- Competitieniveau en afdelingsletter of Officiële eindstand Eredivisie
  - Competitieniveau en afdelingsletter

Hierbij geeft het getal het niveau weer, dat ook terug te vinden is in de legenda. De letter is de afdelingsaanduiding en wordt gebruikt wanneer er meer afdelingen zijn op hetzelfde niveau. De afdelingsletter is altijd een hoofdletter en wordt meestal zonder nummer gebruikt.
Voorbeeld: 2F is niveau 2e klasse competitie F.
Het competitieniveau en nummer wordt niet vermeld wanneer er slechts één competitie van dit niveau was.
  - Officiële eindstand Eredivisie (getal staat tussen haakjes vermeld)

Sinds de introductie van play-offwedstrijden voor Europees voetbal na afloop van de reguliere competitie in 2005/06, is de KNVB verplicht een eindstand van de Eredivisie door te geven aan de UEFA aan de hand van deze play-offwedstrijden.
Bij deze eindstand staan clubs die zich hebben gekwalificeerd voor Europees voetbal hoger dan clubs die zich niet wisten te kwalificeren. Indien er geen verschil was tussen de eindnotering en de officiële eindstand, staat dit getal niet vermeld.

- Onderafdeling

Hier staat afgekort de naam van de onderafdeling indien de club in dat jaar in een onderafdeling uitkwam. Tevens staat deze afkorting in de legenda en wordt gelinkt naar het artikel over deze onderafdeling. Deze afkorting wordt alleen vermeld wanneer de club in het verleden in verschillende onderafdelingen heeft gespeeld. Deze vermelding is in de staaf altijd in kleine letters. Deze onderafdelingen zijn na het seizoen 1995/96 afgeschaft. Heeft de club in slechts één onderafdeling gespeeld, dan is dit alleen terug te vinden in de legenda.
Onder de staaf staat het jaartal vermeld waarin het seizoen is afgesloten. 15 verwijst naar het seizoen 2014/15 of eventueel het seizoen 1914/15.
Wanneer een staaf leeg is, zijn deze gegevens niet bekend. Het kan ook zijn dat de club dat seizoen niet heeft meegespeeld op het hogere amateurniveau, vroegtijdig de competitie heeft verlaten of uit de competitie is gezet.

In het seizoen 1944/45 was er wegens de Tweede Wereldoorlog geen regulier competitievoetbal.

## Bekende (oud-)spelers
- Bram Appel
- Jasper Harteveld